# Santos Ferreira
Santos A. Ferreira (ur. 1889, zm. ?) – urugwajski szermierz.
Uczestniczył w Letnich Igrzyskach Olimpijskich, w 1924 roku, odpadając w eliminacjach.